# 第一軍團 (羅馬尼亞)
羅馬尼亞第1軍團是羅馬尼亞陸軍的一部份，存在於1916年至2000年。

## 二次大戰
羅馬尼亞在1941年6月投入第二次世界大戰，但第一波的攻勢（慕尼黑行動）由第3、第4軍團主導；第1軍團仍位於羅馬尼亞本土，並擴建為第1集團軍。
1944年8月，蘇聯紅軍反攻羅馬尼亞，安東內斯庫元帥於8月23日遭到國王米哈伊一世解職，羅馬尼亞也在幾天後向軸心國宣戰。隨後，蘇聯控制了羅馬尼亞境內的普洛耶什蒂油田，羅馬尼亞軍隊也協同紅軍投入東線戰場，並留下了6萬餘人的損失。
在1944年10月的德布勒森戰役中，羅馬尼亞第1集團軍發揮了關鍵性作用，下轄有第4軍（由第2、第4步兵師組成）、第7軍（由第9步兵師、第19步兵師組成）；第7軍（下轄第2師、第19師、第9騎兵師）隨後又在烏克蘭第3方面軍的指揮下參加了布達佩斯戰役。
第1集團軍在二戰中參加的最後一場戰事是1945年5月的布拉格攻勢，第1集團軍與羅馬尼亞第4集團軍皆由科涅夫的烏克蘭第1方面軍指揮，與朱可夫的第1白俄羅斯方面軍共同進攻。在戰鬥的最後幾天，德軍已困守在柏林周邊與捷克、奧地利的幾個小型口袋之中，紅軍與羅馬尼亞、波蘭部隊在5月9日進入布拉格，與捷克本地的游擊隊逐一肅清了殘留的德軍據點，所有的戰事到5月12日時基本告一段落。

## 二戰之後
伊昂·米哈伊爾·拉科維策是第1軍團在1946至1947年的指揮官。
第1軍團在1989年的序列如下：

- 第1軍團指揮部（布加勒斯特）
  - 第1機械化步兵師「圖多爾·弗拉基米列斯庫」（英语：Tudor Vladimirescu Division）
  - 第57裝甲師
  - 第1山地步兵旅
  - 第1砲兵旅

另一份資料則認為除位於布加勒斯特的機械化步兵師、裝甲師之外，尚有山地旅與戰術導彈部隊存在。
第1軍團在2000年改編為第1軍區，隨即再縮編成第1步兵師「達奇卡」至今。

## 主要指揮官
| 指揮官                                      | 照片 | 就任日期       | 卸任日期       |
| ------------------------------------------- | ---- | -------------- | -------------- |
| 伊昂·庫爾切 Ioan Culcer                     |      | 1916年8月15日  | 1916年10月11日 |
| 伊昂·德拉加利納 Ioan Dragalina              |      | 1916年10月11日 | 1916年10月12日 |
| 尼可萊·佩塔拉 Nicolae Petala                |      | 1916年10月13日 | 1916年10月21日 |
| 帕拉謝夫·瓦西列斯庫 Paraschiv Vasilescu     |      | 1916年10月21日 | 1916年11月13日 |
| 杜米特魯·斯特雷蒂列斯庫 Dumitru Strătilescu |      | 1916年11月13日 | 1916年12月19日 |
| 康斯坦丁·克里斯泰斯庫 Constantin Cristescu  |      | 1916年6月11日  | 1917年7月30日  |
| 埃雷米亞·格利戈雷斯庫 Eremia Grigorescu     |      | 1917年7月30日  | 1918年7月1日   |
| 彼得·杜米特雷斯庫 Petre Dumitrescu          |      | 1940年11月     | 1941年3月      |
| 伊昂·米哈伊爾·拉科維策 Ioan Mihail Racoviță |      | 1946年？       | 1947年？       |